# Lijst van middeleeuwse universiteiten
Dit is een lijst van nog bestaande middeleeuwse universiteiten (gesticht voor 1600) in volgorde van hun stichting. Veel van deze instellingen waren scholen voorafgaand aan hun hieronder vermelde stichtingsdatum.

## Oprichting voor 1200 in westerse wereld

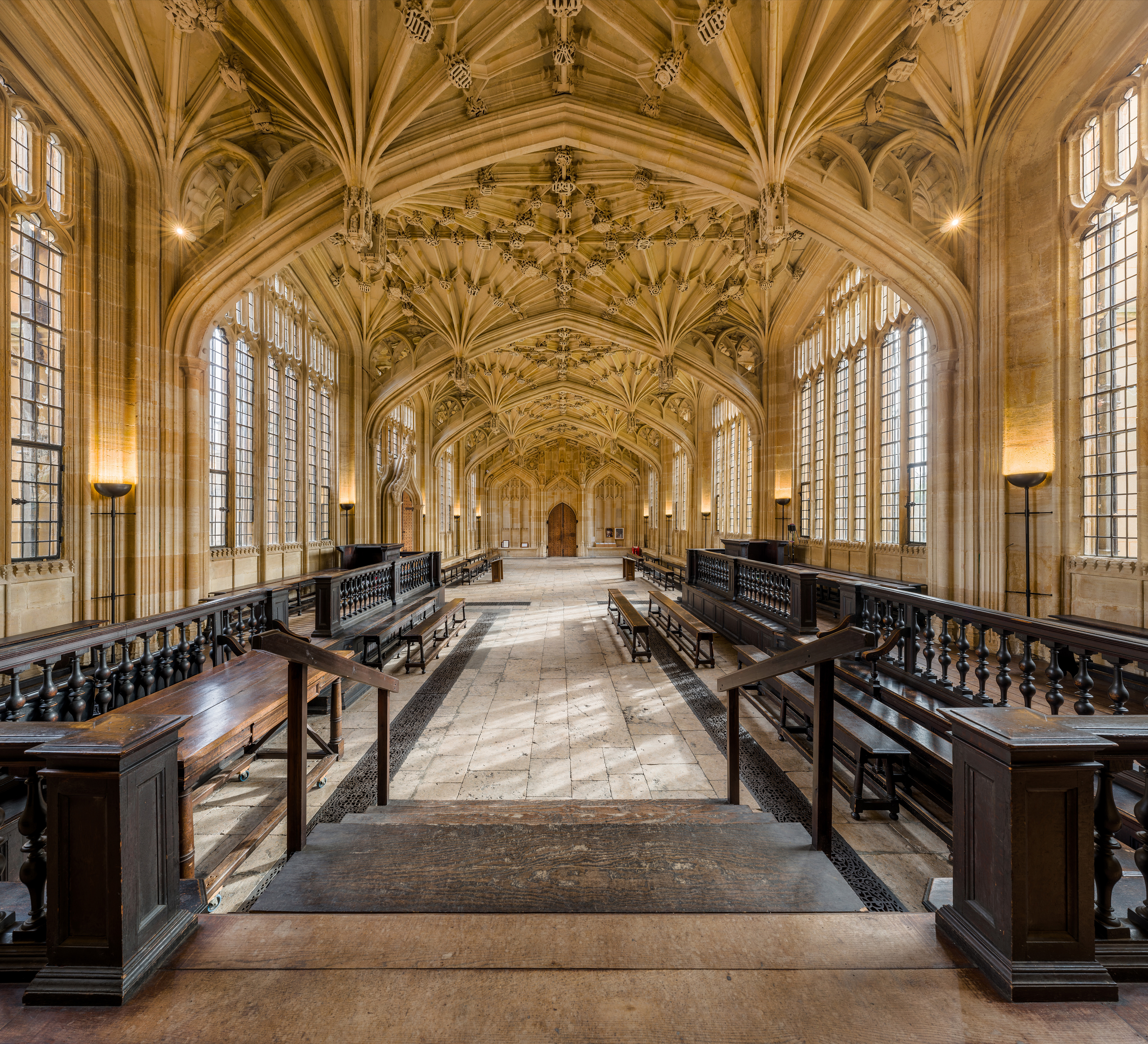
Universiteit van Oxford (c. 1096)

- Universiteit van Bologna, Italië gesticht in 1088
- Universiteit van Oxford, Engeland – gesticht vóór 1096
- Universiteit van Parijs, Frankrijk – gesticht in 1150
- Universiteit van Modena en Reggio Emilia, Italië – gesticht in 1175

## Oprichting tussen 1200 en 1300

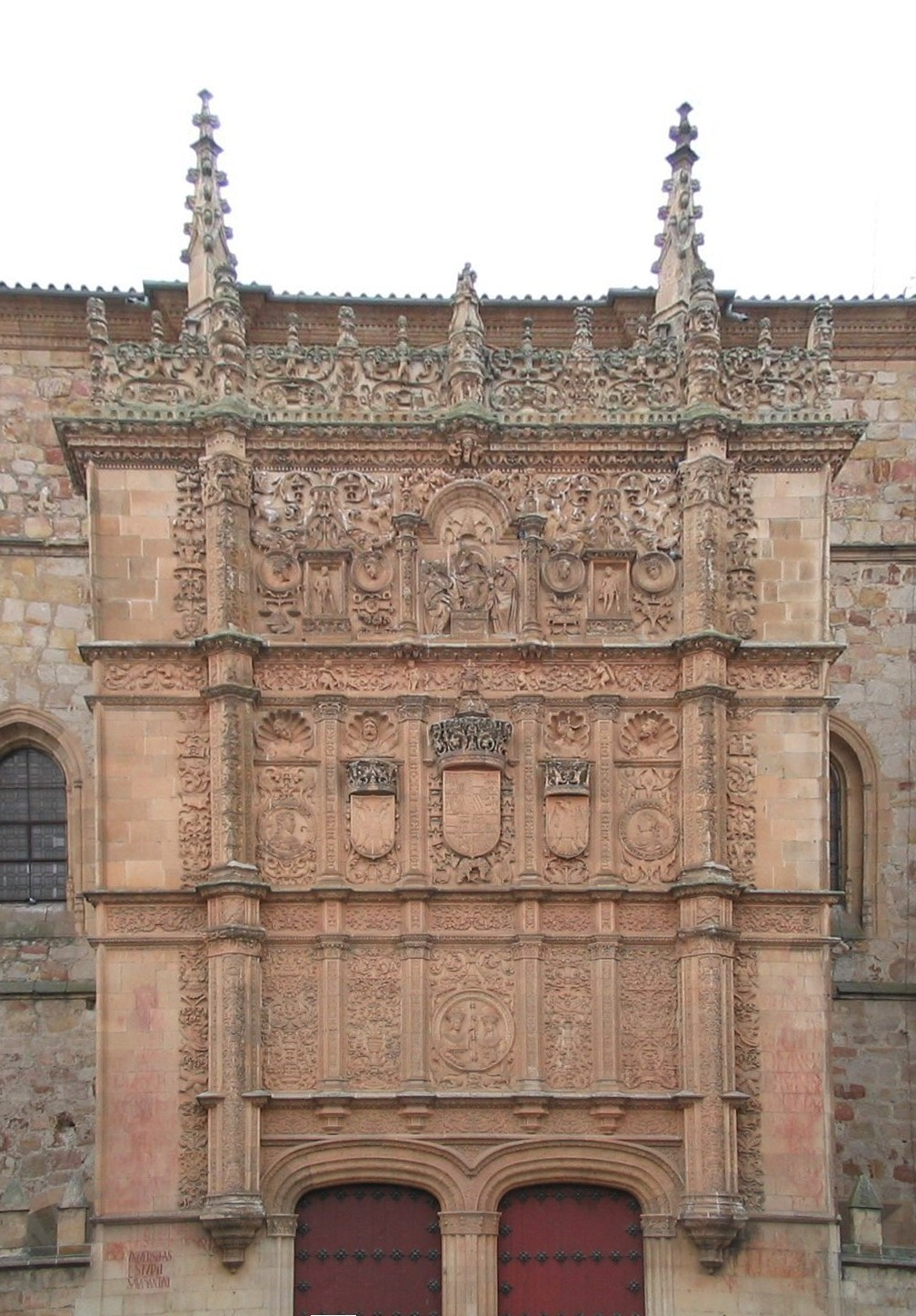
Facede van de Universiteit van Salamanca, gesticht in 1218.

- Universiteit van Vicenza, Italië – gesticht in 1204
- Universiteit van Cambridge, Engeland – gesticht in 1209
- Universiteit van Palencia, Spanje – gesticht in 1212
- Universiteit van Arezzo, Italië – gesticht in 1215
- Universiteit van Salamanca, Spanje – gesticht in 1218
- Universiteit van Montpellier, Frankrijk – gesticht in 1220/1289
- Universiteit van Padua, Italië – gesticht in 1222
- Universiteit van Napels, Italië – gesticht in 1224 door keizer Frederik II
- Al-Mustansiriya Universiteit, Irak - gesticht in 1227
- Universiteit van Toulouse, Frankrijk – gesticht in 1229
- Universiteit van Siena, Italië – gesticht in 1240
- Universiteit van Valencia, Spanje – gesticht in 1245
- Universiteit van Piacenza, Italië – gesticht in 1248
- Universiteit van Valladolid, Spanje – gesticht in 1250
- Sorbonne, Frankrijk (Universiteit van Parijs) – gesticht in 1257
- Universiteit van Northampton, Engeland – gesticht in 1261 – (tot 1264)
- Universiteit van Macerata, Italië – gesticht in 1290
- Universiteit van Lissabon, Portugal – gesticht in 1290, tegenwoordig Universiteit van Coimbra

## Oprichting tussen 1300 en 1400
- Universiteit van Lleida – gesticht in 1300
- Universiteit Sapienza Rome, Italië – gesticht in 1303
- Universiteit van Avignon, Frankrijk – gesticht in 1303
- Universiteit van Orléans, Frankrijk – gesticht in 1306
- Universiteit van Perugia, Italië – gesticht in 1308
- Universiteit van Treviso, Italië – gesticht in 1318
- Universiteit van Cahors – gesticht in 1332
- Universiteit van Angers, Frankrijk – gesticht in 1337
- Universiteit van Pisa, Italië – gesticht in 1338
- Universiteit van Grenoble – gesticht in 1339
- Karelsuniversiteit, Praag, Tsjechië – gesticht in 1348
- Universiteit van Florence, Italië – gesticht in 1349
- Universiteit van Perpignan – gesticht in 1350
- Universiteit van Huesca, Spanje - gesticht in 1354 en opgeheven in 1845
- Universiteit van Pavia, Italië - erkend als universiteit in 1361
- Jagiellonische Universiteit, Krakau, Polen – gesticht in 1364
- Universiteit van Orange, Frankrijk - gesticht in 1365 door Keizer Karel IV
- Universiteit van Wenen, Oostenrijk – gesticht in 1365
- Universiteit van Pécs, Hongarije – gesticht in 1367 met pauselijke bul
- Universiteit van Erfurt, Duitsland – gesticht in 1379
- Universiteit van Heidelberg, Duitsland – gesticht in 1385
- Universiteit van Keulen, Duitsland – gesticht in 1388
- Universiteit van Ferrara, Italië – gesticht in 1391 met pauselijke bul
- Universiteit van Zadar, Kroatië – gesticht in 1396
- Universiteit van Fermo, Italië – gesticht in 1398 met pauselijke bul

## Oprichting tussen 1400 en 1500

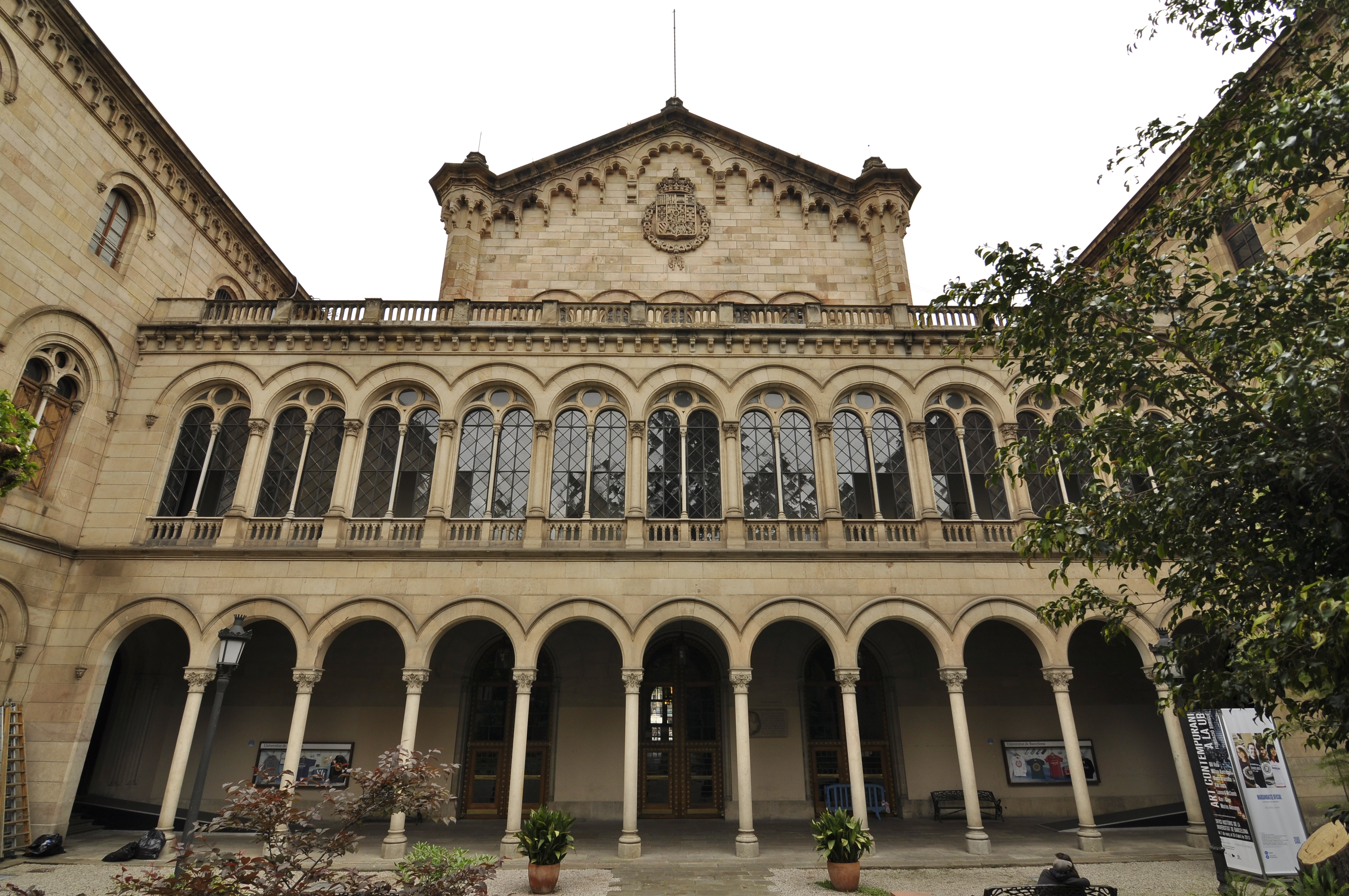
Universiteit van Barcelona (1450)

- Universiteit van Turijn, Italië - gesticht in 1404 door Lodewijk van Piëmont
- Universiteit van Leipzig, Duitsland – gesticht in 1409
- Universiteit van Aix-en-Provence, Frankrijk - gesticht in 1409
- Universiteit van St Andrews, Schotland – gesticht in 1413 met pauselijke bul
- Universiteit van Rostock, Duitsland – gesticht in 1419
- Katholieke Universiteit Leuven, België – gesticht in 1425 met pauselijke bul
- Universiteit van Poitiers, Frankrijk - gesticht in 1431 door paus Eugenius IV
- Universiteit van Caen, Frankrijk - gesticht in 1432 door Hendrik VI van Engeland
- Universiteit van Catania, Italië - gesticht in 1434 door Alfons V van Aragón
- Universiteit van Bordeaux, Frankrijk - gesticht in 1441 met pauselijke bul van paus Eugenius IV
- Universiteit van Barcelona, Spanje – gesticht in 1450
- Universiteit van Glasgow, Schotland – gesticht in 1451 met pauselijke bul
- Universiteit van Valence, Frankrijk gesticht in 1452 door de dauphin Lodewijk, de latere Lodewijk XI
- Universiteit van Istanboel, Turkije – gesticht in 1453
- Universiteit Greifswald, Duitsland – gesticht in 1456
- Universiteit van Bazel, Zwitserland – gesticht in 1460
- Universiteit van Nantes, Frankrijk - gesticht in 1460 met pauselijke bul
- Universiteit van Bourges, Frankrijk - gesticht in 1464 en opgeheven tijdens de Franse Revolutie
- Universiteit van Bratislava, Slowakije – gesticht in 1465
- Universiteit van Genua, Italië - gesticht in 1471 door paus Sixtus IV
- Universiteit van Tübingen, Duitsland – gesticht in 1476
- Universiteit van Uppsala, Zweden – gesticht in 1477
- Universiteit van Kopenhagen, Denemarken – gesticht in 1479
- Universiteit van Palma, Spanje - gesticht in 1483 door Ferdinand II van Aragon
- Universiteit van Siguenza, Spanje - gesticht in 1489 met pauselijke bul van Innocentius VIII
- Universiteit van Aberdeen, Schotland – gesticht in 1494
- Universiteit van Santiago de Compostela, Spanje – gesticht in 1495
- Universiteit van Alcalà de Henares, Spanje – gesticht in 1499

## Oprichting na 1500
- Universiteit van Wittenberg, Duitsland – gesticht in 1502
- Universiteit van Sevilla, Spanje – gesticht in 1505 met pauselijke bul
- Universidad Autonoma de Santo Domingo, Dominicaanse Republiek – gesticht in 1538
- Nationale Universiteit van San Marcos, Peru – gesticht in 1551
- Nationale Autonome Universiteit van Mexico, Mexico – gesticht in 1553
- Universiteit van Genève, Zwitserland – gesticht in 1559
- Universiteit Leiden, Nederland – gesticht in 1575 door Willem van Oranje
- Universiteit van Vilnius, Litouwen – gesticht in 1579 door koning Stefan Báthory
- Universiteit van Zaragoza, Spanje – gesticht in 1583
- Universiteit van Edinburgh, Schotland – gesticht in 1583
- Universiteit van Dublin, Ierland – gesticht in 1592
- Universiteit van San Carlos, Filipijnen – gesticht in 1595